# 僕らはみんな河合荘
『僕らはみんな河合荘』（ぼくらはみんなかわいそう）は、宮原るりによる日本の漫画。『ヤングキングアワーズ』（少年画報社）において、2010年6月号から2018年2月号まで連載され、短期連載の番外編が同誌の2018年4月号から7月号まで連載された。

## 概要
これまで主に4コマ漫画を描いてきた宮原にとっては初の「ストーリー形式」の連載漫画作品となる。なお担当編集者は当初「4コマ漫画を始める」と『アワーズ』編集長の筆谷芳行に伝えていたため、ストーリー漫画のネームを筆谷に見せたところ相当驚かれたという。第1回がわずか11ページなのもその名残である。
舞台はほかの宮原作品同様に岐阜市をモデルとした地域だが、人物の関連性などハイパーリンクの手法は当初は使われていなかった。宮原の別作品『恋愛ラボ』（芳文社『まんがタイムスペシャル』連載）のキャラとのコラボ作『かわいそうなラボ』が、『アワーズ』2013年10月号および『まんがタイムスペシャル』2014年6月号にそれぞれ掲載され、さらに本作の一部登場人物が『恋愛ラボ』内に出演もしている。
少年画報社本社前にある自動販売機は本作のラッピングが施されている。
2013年11月30日発売の『ヤングキングアワーズ』2014年1月号でテレビアニメ化が発表され、2014年4月より6月まで放送された。
2012年度「コミックナタリー大賞」において第34位にランクインする。2018年4月時点で累計発行部数は200万部を記録している。
2018年12月8日（東京）と2019年3月2日（大阪）に、本作の完結を記念したイベントが開催され、宮原本人が出演した。これらのイベントの模様の一部は『エンディングメモリアルブック』において紹介された。
『ヤングキングBULL』（少年画報社）2021年7月号ではえなことコラボし、えなこが律に扮したグラビアが登場したほか、宮原が新作ピンナップを描きおろした。

## あらすじ
男子高校生・宇佐和成は親の転勤により、食事付きの下宿「河合荘」で一人暮らしをすることとなった。そこには宇佐にとって憧れの先輩である女子高生・河合律も住んでおり、宇佐は「彼女と共に、穏やかで充実した高校生活を送りたい」と願う。だが彼女は無愛想で、いつも本に夢中で心を開こうとしない。なんとか彼女に近づきたい宇佐であったが、河合荘の住人は律以外も強烈な人ばかり。宇佐はルームメイトで人畜無害なマゾヒスト・城崎、美人だが男運のない面倒くさいOL・錦野麻弓、一見華やかだが実は腹黒という女子大生・渡辺彩花といった住人に振り回される。その後も日常的に起こるハプニングや、事件も宇佐和成自身の「人との距離をつかむのがうまい」性格（あだ名が変ショリ君（変人処理）のおかげで、周辺の人々同士のコミュニケーションが広がっていき、その中心的な役割を果たすようになっていく。それに伴い徐々に律と心の距離を詰めるようになり、これに応えるように彼女の中でも宇佐の存在がどんどん大きくなっていく。

## 登場人物
身長は設定資料集の対比表より 

### 河合荘の人々
宇佐 和成（うさ かずなり）
声 - 井口祐一
主人公。北高に通う高校1年生。身長171センチメートル。誕生日は4月10日。図書委員。周囲からは基本的に「宇佐（君or先輩）」と呼ばれ、5巻でようやく下の名前が明かされた。
大家族の育ちで一人暮らしを望んでおり、親の転勤を好機と頼み込んだ結果「河合荘」に入居することとなる。入居先は「家賃が安い」「賄い付」「大家(住子)と知り合い」という理由で親が勝手に決めたもので、四畳半一間という触れ込みが実際は二人部屋をルームカーテンで仕切っただけだったり、同居人となる城崎の変人ぶりを目の当たりにした事で一度は入居を拒否しかけたが、一目惚れした河合律が住んでいることを知るとあっさりこれを翻意した。一人暮らしと言いつつも共有スペースにいることが多く、実態としてはほとんど共同生活を送っている。
お人好し、かつ他人を無下にはできない性格で、相手がどんなに変人であろうとしっかりと対応してしまう。大家族育ち故にコミュニケーション能力も高く、同級生や後輩からも好かれやすい。しかし根っからの聖人君子というわけではなく、相手のボケや言動に辛辣なツッコミ（特に城崎・麻弓相手）を入れる事も多い。部屋にヌード写真集を隠すなど思春期相応の下心もあり、律の無自覚なエロっぽい言動に下半身が勝手に反応してしまう様をたびたび城崎や麻弓にからかわれている。また、律に男の気配が見えると嫉妬から凹んだりイライラする事がある。
中学時代は「『様々な変人ばかりが寄ってくる』という災難続きでちっとも青春できなかった」らしく、挙句に卒業文集で自分が陰では「変人処理班」を略した「変ショリ」と呼ばれていたことを知った。住子が入居者を面接するに当たっても特にその点が重視されたという。作中で林から「変人処理に磨きが掛かっている」と評されている。
基本的には仕送りを受けているが、一時期「書生カフェ」（コスプレ喫茶の一種）でアルバイトをしていた。店での源氏名は「姉小路」。常連と思われる特定趣味・嗜好の女性のグループには総受けキャラとして扱われていた。バイトは夏休み後に辞めたが以降もカフェには訪れ、そのたびにバイト復帰を要望されている。バレンタインイベントの時にはヘルプとして参加している。大好物はチーズの乗ったハンバーグ。 パンケーキが作れるなど、料理は上手い。
律に対しては入居以来モーションをかけ続けているが、タイミングの悪さと麻弓＆彩花による妨害、そして何より律本人の面倒くささと鈍感さから進展は極めて遅い。一方、作中中盤以降は律にも意識していると思われる描写が増えるも、間の悪さや遠慮から見落とす事が多く、城崎からは進展しない理由は宇佐にもあると指摘されている。作中終盤においても「ほぼ公認カップル」状態から一歩踏み出せずにいたが、周囲の焚き付けや律からのアプローチを経て告白を敢行した。
連載開始前の初期設定の段階では宇佐は存在していなかったが、ネームを切ってみたところもともとの主人公として据えていた律が「あまりにも動かない」ため、「河合荘の近所に住む、律を気になっている爽やかな男子高校生・木俣」を改造して主人公のポジションに据えたという。
河合 律（かわい りつ）
声 - 花澤香菜
北高に通う高校2年生。身長160センチメートル。誕生日は8月25日。宇佐からは「先輩」、他の住人たちと住子からは「りっちゃん」と呼ばれている。高校入学と同時に河合荘に住み始める。母親が河合荘の実質的なオーナーであるが、海外赴任中のために同居していない。怒ったときは、オーナーの身内権限で家賃の値上げをほのめかすこともある。
常に本を手にしており、ヒマさえあれば図書館に足を運ぶ「読書少女」。その一方で友人はほぼゼロで「プロぼっち」などと称される。図書委員だった宇佐にとっては以前から「憧れの知的美少女」として顔は知っていた。だが常に無愛想・無表情・口数少なめだったため、彼女にお近づきになりたかった宇佐は本心を読み取ることに苦労していた。だがその苦労の甲斐もあって、徐々にではあるが明るい表情も宇佐に見せるようになっていく。性格はちょっとマイペース。
実は笑いの沸点がかなり低いが、ツボに入っても必死に堪えるため大笑いすることはあまりない。また、怖がりであり、ホラー映画鑑賞会に半強制的に参加させられた際は「眠いから」と主張して画面を見ようとはしなかった。怒りっぽく手が出やすい性格で、ぼっちを揶揄されたり恥ずかしい思いをさせられた時や、親しい誰かが傷つけられた時はためらいなく攻撃を仕掛けており、本や竹刀等の武器も遠慮なく使う。負けず嫌いな一面もあり、宇佐にチェスで連敗した時には延々と再戦を要求し、あげく「女王制に移行」「革命が勃発してポーンの中から英雄が」と勝手に新ルールを作り勝負を継続させた。
ぼっち状態については、楽だと感じているがずっと独りでいたわけではなく、律自身「一人の方が楽だけど、独りでいると周りから思われるのは嫌」と述懐している。「他人の心情を勝手にあれこれ深読みした挙げ句、最後には勝手に面倒になって離れる」結果が現在のぼっち状態であるらしく、彩花には「軽く考えりゃいいのに」と言われている。宇佐からたびたび麻弓らと同類の変人枠にうっかり含められる事は不本意に思っている。
読書については濫読派だが好き嫌いはそれなりにあり、ハマった時は周囲の言葉や出来事も完全にシャットアウトしてしまう。また読んでいる小説作品に感情移入しすぎて、まるで自身がその作品の世界にいるような振る舞いをすることがある。アニメ版ではよく読む作家として三島由紀夫と山崎豊子の名を挙げている。ただし本の扱いは雑そのもので、乱雑に置く、飛び道具や鈍器といった凶器として利用するのは日常茶飯事で、ムカデが本に落ちてきた際もそのまま本で潰そうとしていた。この点は同じ読書家の林から批判されているが、改める様子は見られない。また、自室は書棚と積み本で占拠されている。
成績はすでに志望大学入学は余裕と評価されるくらい優秀だが芸術方面は微妙。特に音感は極めて個性的で、住人全員でカラオケに行った際には麻弓にからかわれた怒りもあって「君が代」を歌い出した挙げ句、それを「君が代の可能性が広がった」（麻弓）「声とか音程じゃなく心で歌ってる」（宇佐）とまで言われた。
宇佐に対しては意識していると思わしき素振りを見せることもあるが、ほとんどの場合、羞恥心から宇佐を拒絶し、最後には面倒くさい考えに終わるため恋愛方向の進展は極めて遅い。しかし、物語中盤からは宇佐が他の女子と仲良くしていると嫉妬で露骨に表情が変わるようになり、終盤では林や千夏、椎名から煽られた事やいくつかのイベントを経て宇佐への恋心を自覚。それ以降は言動がやや直球になり、律から煮え切らない宇佐にアプローチをかけるまでに成長した。
コスプレ好き。水鉄砲合戦ではカエルのコスプレをして参加。また、宇佐のバイト先である「書生喫茶」に行く際に無理矢理「大正乙女」の姿にさせられたが満更でもなかった。
城崎 志弦（しろさき しづる）
声 - 四宮豪
宇佐の事実上のルームメイト。身長180センチメートル。誕生日は1月28日。ニックネームは「シロ」で、しかも「犬っぽく呼んで欲しい」とのこと。普段は作務衣（もしくは奇妙な日本語ロゴ入りのTシャツの上に袢纏をはおる）を着ており、ボサボサ頭で、前髪で目が隠れているために顔の造作はよくわからない。
河合荘に住んで4年目。毎年1回、自身が主催する「河合荘ゲーム大会」を開く。かつては小説を書いていたこともあったようだが現在は「充電中」と称しており基本は無職。だが何かしら一定の収入はあるようで家賃の滞納はゼロ。この点に関して律からは「逆にムカつく」と評されている。
性的嗜好は真性のマゾヒストで、言葉で罵られたり殴られたりすると体が震えるほどの喜びを表す。住子も彼の扱いには慣れている様子で、お使いを頼むときには本人の希望で「思いっきり罵る」ようにして頼んでいる。外に出歩けば怪しい行動でたびたび警察官から職務質問を受けており、落し物の財布を届けに行った際にも「自首？」と訝られていた。18歳以上でしか欲情しないと公言しており、小学生よりもその親の方を欲情対象にしている。中学時代に「エロの四大文明」と呼ばれていた。
手先は器用で縛るのが得意で亀甲縛りはお手の物。時折、思いつきで工作や新しい遊びを始めようとする。
性的嗜好と言動が理由で河合荘の住人からは総じて邪険に扱われているが、大人の男性らしく人格的には住子と並んで練れており、宇佐にはできないやり方で住人たちのフォローをすることがままあり、その点では住子などに信頼されている様子。住子と律によれば、性格（性癖）面で律の祖父に似た部分があるらしい（住子「シロくんを10シロとすると4シロくらい」律「せいぜい2シロくらい」）。
大好物は住子が作る「チキンカツ（第1話で住子が彼を指して、曰く「チキンカツの好きなチキンカス」）。
リアカーを保有している。
物語終盤から小説執筆を再開。これに伴い担当編集者の飯島氏が河合荘を訪れたことでフルネーム「城崎志弦」とペンネーム「城しずる」が判明した（ちなみにペンネームの読みは「じょう」しずるで、本当は「しろ」と読ませたかったが編集側に読みを間違えられたとのこと）。その後、河合荘に居続けると刺激は受けても執筆はできないという理由から河合荘を離れる。
錦野 麻弓（にしきの まゆみ）
声 - 佐藤利奈
30歳手前のOL（作中終盤で30歳を迎える）身長153センチメートル。誕生日は10月9日。河合荘に住んで3年。スタイル抜群でいわゆる「爆乳」の眼鏡美人だが、デリカシーに著しく欠け男運にも恵まれない、いわゆる「残念美人」。「ダメ男に捕まっては手のひらで転がされるように振り回され、最後は二股・三股をかけられ捨てられる（河合荘に来たときは相手が6股だった）」という哀しい恋を繰り返しており、律をして「吸引力の変わらないダメ男掃除機」と評されている。恋愛面においては年齢的な問題もあり、既に｢自分が幸せでないと気がすまない｣と大人気なく公言してしまうレベルにまで追い詰められている。
酒好きだが酒癖が悪く、初登場時も男にフラれて河原でヤケ酒を煽っている所だった。飲むと大抵やさぐれる上、周囲に当たったり毒づいたりするなど極めてタチが悪い。普段から子供っぽい性格でやや場当たりかつわがままな言動が多く、律からは「ためらいなく頑丈な矛と盾を振り回す」と評された。ただし性根はそれほど悪くなく、本人に自覚はないが日常的に面と向かって悪態をついたり絡むのは「遠慮無く接することができるくらい親しい関係」だと認めている者だけである。また、年長者らしく律や宇佐に対しては的確な評価やアドバイスをすることもあるが、自分のことや恋愛が絡むと途端にダメダメになる。
青春破壊団や青春ぶちこわし隊隊長を自称しており、自分以外の恋愛が上手くいかないよう常に他人を呪っている。河合荘内でも宇佐と律の初々しいやり取りを苦々しく思っており、二人がいい雰囲気になると茶々を入れたりシモ方向に話を誘導しようとしたりするなど、場の雰囲気を強制的に破壊したがる。もっとも二人の関係が壊れることまでは望んでいないため、二人がすれ違いでモヤモヤした状態になるとそれはそれでイライラの種になるなどとことん身勝手。その一方でぶちこわすための言動が結果として二人のアシストになることもあった。
室内の状況は男関係が上手く行っているときは整理整頓された女性らしい部屋だが、そうでないときは酒瓶が転がり、ゴミが散乱、使用済み下着が丸出しと落差が激しい。このため、麻弓の部屋を見れば恋愛事情も一目瞭然となっている。また、自身の男性遍歴や年齢をイジられたり他人のデリカシーがない態度には厳しい一方で、自身は下ネタやセクハラが大好きで、宇佐を勝手に「童貞」と決めつけイジり倒している。彩花とは犬猿の仲でお互いに遠慮なく毒を吐き合っているが、稀に意気投合するなどケンカ友達のような間柄。城崎に対しては日常的に行使、あるいは直接痛めつけることでストレスを解消しているが、城崎に自分の知らない面があることを受け入れられなかったりと、複雑な感情を抱いている。
前述の通り基本的に傍若無人な性格だが、管理人の住子とオーナーの代理的存在の律には頭が上がらない。大好物は住子が作る「親子丼」。テンションの強弱が激しいときにはギターの弾き語りをすることがあり、歌は上手い。料理はまるでダメでフル○チェぐらいしか作れない。普通自動車運転免許所持者だが、判断と決断が遅すぎて却って周囲に迷惑をかけ、同乗者を恐怖のどん底に陥れるタイプ。
渡辺 彩花（わたなべ さやか）
声 - 金元寿子
20歳（初登場時）の女子大生。身長162センチメートル。誕生日は5月21日。河合荘に住んで2年。性格は腹黒で、好きでもない男の気を引くようにして甘えたり、男女関係のもつれを煽って修羅場を演出したりするのが趣味の小悪魔系。自他ともに認める「サークルクラッシャー」で、彼女がつぶした大学のサークルは数知れず。
麻弓や宇佐をはじめ周囲の人間をからかうのが大好きで、宇佐に対して律にその気がない時には応援するふりをして宇佐を焚きつけ撃沈させ、逆に律が宇佐の存在を意識しているときには宇佐の不安感を煽って進展しないよう謀るなど、悪趣味かつ無差別的。一方で住子だけは怖いらしく、調子に乗りすぎて叱られる（脅される）と顔面蒼白になって謝っており、前述の宇佐と律の件も住子直々に釘を刺されている。麻弓の胸やお腹の脂肪を揉むのが好きで、何かにつけて麻弓に抱きついている。
メイクの腕前は一流のようで、人前に出るときは常に手を抜かずメイクをしている。だが、それを落とした素顔は宇佐にとってトラウマ化するほど強烈なものらしく、麻弓からはたびたびメイクした顔を仮面呼ばわりされ「割ってやろうか」と脅されている。麻弓とはメイクネタと年齢・ダメ女ネタをお互いにイジリあい、口を滑らせた城崎が流れ弾を食らうことが様式美となっている。美晴に中学時代の顔写真をバラされた際には林から「弟子にしてください」と言われている。素顔は父親似らしいが、父親もマスクを着用しており、最後まで彩花の素顔が読者に明かされることはなかった。
元ヤンキーかつ腐女子で、さらにバイセクシャルの気があることが友人の美晴の話により暴露されている。農村部出身でムカデを全く苦にしない一方、ウサギが大の苦手。実家は山や土地も所有する土建屋で親は家を継がせたいらしく、ひとり暮らしも大喧嘩の末に交わされた「卒業後帰る」という約束の下に許されている（ただし守る気はない）。卒業後は一時父親の会社にいたものの、その後上京した。料理はホット・スプリング・エッグが得意。
河合 住子（かわい すみこ）
声 - 小林沙苗
河合荘の管理をしている小柄な老女。身長146センチメートル。誕生日は7月5日。住人には「管理人さん」ではなく「住子さん」と呼ばせている。未婚で子供はおらず、律は姪孫（兄の孫）にあたる。和装で割烹着を着ていることが多い。笑顔を忘れない温厚な性格だが、笑顔でさらっと毒舌を吐いたりすることもある。したたかなところもあり本気で怒らせると怖いらしく、おふざけが過ぎた麻弓や彩花が住子の言葉に震え上がることもしばしば。住人の中では城崎と特に仲が良い。住人が落ち込んでいるときやご褒美のときには、大好物を夕食に作る。住人の誰かが落ち込んでいるときは慰めるために献立を急に変えることもある。趣味は市松人形の収集で自室はお化け屋敷そのもの。未婚であり、昔に大恋愛をしたが結ばれることはなかった。このことは本人の他に知っている人は少なく、自身も語っていない。　
『恋愛ラボ』の舞台である「藤崎女子中学」（通称：藤女）のOGでもあり、同校100周年記念式典に来賓として出席している。

### そのほかの人物
千夏（ちなつ）
声 - 清水愛
城崎が拾って警察に届けた財布の持ち主の小学生。9歳。城崎を不審がる母親（声 - 中川玲）を尻目に彼に興味を持つようになり、挙げ句に好意を抱くようになった。彼の作る「ピタゴラ装置（流し素麺台）」の製作を手伝うために河合荘に遊びに来るようになった。
子どもながらにドSの気があり、かなりマセている。城崎のM気質を刺激する言動を連発する。城崎自身、「数年後に自分への好意と現在の性格とを両立させていたら…」というほどで年齢以外は城崎の絶好球。性格が災いして女友達との関係がギクシャクしてしまったが城崎と住子の配慮で元の関係に戻った。城崎への好意も据え置きになる。
律のことも容赦なく「ぼっち先輩」と呼び、宇佐との仲を事あるごとに容赦なく煽っている。
8巻の時点では佐久間のことが気になっている様子。ただしその理由と言動は非常にドSなもので佐久間には「お前も妖婦らの仲間か」と恐れられている。
田神（たがみ）
声 - 酒井俊輔
宇佐の高校での友人。身長178センチメートル。彼とともに図書係をすることも。軽薄な面がある。宇佐を「合コン」に誘ったものの林が宇佐の参加を拒否し、話の種に「書生喫茶」を訪ねてバイト中の宇佐と遭遇し事件化した（林の項参照）。その席で麻弓に興味を持ち、実際に河合荘を訪れ彼女と会う。この時落ち込んでいた麻弓は彼のあからさまな態度によって自信を完全に取り戻し「年下もいいかな」と喜ぶが、15歳と聞いて「んな毛も生え揃っていなさそうなガキはパス」と宇佐に言い放つ。その後、彼は麻弓から同じクラスの女子・安藤にターゲットを変えたようで、それを宇佐から聞いた麻弓は悔しかったのか「あいつとお前に身体のどこかの骨がアロエゼリーになる呪いをかけておいた」と言い、その後の文化祭では露出狂紛いの色気攻勢に走った。
北条（ほうじょう）
声 - 緑川光
「書生カフェ」での宇佐のバイトの同僚。源氏名は「山本」。設定に煩いマニアックな性格。ただし時代考証は適当で、その辺りを黒川にツッコまれている。宇佐に関しても「（前に勤務していた）姉小路の弟」などと勝手に設定付けした上に、それを頼みもしないのに説明してくる。もっとも基本的には他人思いな性格らしく、黒川が病気などの時にはバイトのシフトを交代したり、美晴の腐女子トークを聞いた時には宇佐の肛門の無事を本気で心配したりしている。
黒川（くろかわ）
声 - 近藤隆
「書生カフェ」での宇佐のバイトの同僚。源氏名は「西園寺」。温和な顔つきだが、霊感があるらしく「自分の守護霊は幸田露伴の家の近所に住んでたおじいさんの孫」とのこと。なお、宇佐の守護霊は「夏目漱石の学校に行きたいなーと見てた人」だという。
彩花のちょっかいにも動じないマイペースな性格。本人にはまったく自覚がないが、相手が内心で「こう言って欲しい」と思っている言葉を無意識に把握し淡々と告げるため、スレているはずの麻弓ですら心を揺らされ、林にいたっては完全に心を射抜かれてしまった。
初期設定では「河合荘の住人・黒川」として登場する予定だったが、上述の宇佐の加入でバランスを取るためボツとなった。
林（はやし）
声 - 沼倉愛美
宇佐の中学時代の同級生。宇佐にとってはトラウマ的存在。中学時代は黒縁眼鏡におさげ髪とかなりの地味キャラだったが、「高校デビュー」を果たしその容姿は中学時代と打って変わって派手なルックスになっている。
中学時代は前述の容姿に「自称超霊感少女」という変人で、真贋取り混ざった「怪談」を持ち込み「変ショリ」の宇佐を困らせることが多かった。当時はイジメに遭ってもおかしくなかったが、宇佐が構ってあげていた事でそれを免れていた。自分を構ってくれる宇佐に好意を抱いていたものの、バレンタインチョコを渡す直前に偶然周囲の陰口を聞いてしまった事でこれまでの自分の言動を恥じ入ってしまい、結局チョコも渡すことができなかった。
田神や友人たちと合コンのために訪れた書生カフェで宇佐と再会するが、自分の過去を知っている宇佐に対して気まずさから冷たい態度を取ってしまう。そんな状況で笑い物にされていた宇佐を「大正乙女」姿の律が救い、更に乱入した麻弓と彩花の妨害で合コン自体も台無しになり、逆襲される形になった。だが、その後は宇佐への心ない態度を激しく後悔し、城崎の助言めいた言葉もあって宇佐に非を詫びる。その直後、かつての自分と同じく霊感を信じる黒川にねぎらいの言葉をかけられ一目惚れしてしまう。
律と同じく読書家であるが、本の扱いは丁寧かつ神経質で、それが乱雑な律とは正反対。そのため、律の本の扱い方に憤慨し、一時期二人の関係は険悪になっていたが、北高文化祭で自分がトラブルに巻き込まれた際に助けてもらったことから態度を軟化させる。
後に書生カフェのヘルプ要員としてスタッフに加わる。バレンタインの時は自分が傍から見れば宇佐と律の間で当て馬のようになっていることへの反感もあって律を煽ったものの、最後には律の鈍感さと非常に面倒くさい考え方に轟沈してしまう。このころ金色に染めていた髪をブラウンに変えているが、黒川に自分が金髪の方を気に入っていた事を指摘され、後に戻している。
現在の律との関係は（特に「本」を間に挟む時は）基本的に良好だが、宇佐が関わる部分については、律が宇佐に関して非常に中途半端な反応を示すため嫌味交じりに煽ることがある。また現在でも宇佐に対し好意を持っていると思しき描写があるが、宇佐が律を意識しているのが明らかなことから基本的には二人の関係を半ば呆れながら見守り、時には恋愛相談にも応じている。
宇佐の母がメロンと一緒に送った卒業文集がきっかけで河合荘内で卒業文集の話題がブームになった時、「彩花からメイク術を教えてもらう」条件で彼女の文集も公開され、黒歴史満載のフリースペースは印刷直前に先生に頼み込んで真っ白にしてもらったものの、消さなかったプロフィール欄にあった「夢」の項目の「平凡で、心安らぐ日々を送りたい… 世界が…許してくれる、なら…」の一文で大爆笑を誘うことになった（メイクはしてもらえた）。
篠原タエ
声 - 甲斐田ゆき
住子の友人の女性で、住子同様に藤女OG。和食レストラン「金華庵」と和風カフェ「川華路」（「書生カフェ」はこの店の「離れ」となる）のオーナー経営者である。「金華庵」に客として来た宇佐を「変人の扱いに長けているから」という理由で「夏休みの間だけでも」と書生カフェのバイトに誘う。バイト仲間がみんな「個性的」＝「変人」と察した宇佐が嫌がると住子の差し金で河合荘を訪れ、店で着る書生スタイルの衣装を強引に身に着けさせ、それを見た律がときめく姿を見せ付けることで翻意させる。なお、この件に対する住子への成功報酬は「きみまろの公演のチケット」。
宇佐が同僚の変人ぶりについていけず夏休み過ぎでバイトを辞めても諦めず、文化祭の時には「宇佐のバイト復帰」を条件にクラスメイトに書生コスチュームを貸し出す（宇佐本人の意思は無視）。結局宇佐はバレンタインイベント等でのヘルプ要員となる。
常田 美晴（つねだ みはる）
声 - 諏訪彩花
彩花の中学時代の友人。通称「ツネコ」。彩花とセットで「ナベツネ」と称されていた。
高校の同窓会の際に彩花の住む河合荘を訪ね、住人たちに彩花の過去について語る。彩花の弱みを知る人間として“住人からはこれ以上ないおもてなしを受ける”。翌年のゴールデンウィークに再度河合荘を訪れる。その際は自身の要望で住人たちと書生カフェに行き、そこで再び彩花の過去を暴露しまくった。
初登場時は専門学校に通っていたが、卒業後は親戚のコネで地元の村役場に就職している。高校の同窓会の際、彩花から完璧なメイクを施して貰い、宇佐から「誰？」とツッコミが入るほどの美少女に変貌した。だが、自分でやった場合は壊滅的なものになってしまう。また貧乳で、彩花には「大平原」呼ばわりされている。ある理由から節足動物が大の苦手。
なお彼女が口にする「えらい（＝つかれる）」「でえれえ（＝すごく）」などの方言は岐阜弁で、アニメでの声を演じた諏訪は岐阜に住む友人から岐阜弁のレクチャーを受けたという。
愛車はフィアット・500（チンクェチェント）。
前村（まえむら）
声 - 中島沙樹
律のクラスメイトの女子。彼女と同じく「読書」好き。図書委員である宇佐の配慮もあり、本を通じて律と仲が良くなった。
「悪気はないが、相手の気持ちを真面目に汲むことをしない」性格で、良かれと思い彼女を「読書好きの男子」との合コンに（合コンであることを伏せて）誘った一件で「無断で写メを撮って男子に送った」ことや、普段つるんでいる仲間との関係が上手く行かず“ぼっち”を嫌って接近したことを詰られ、一時期疎遠になる。
それでも、文化祭の時には律に普通に話しかける程度には関係を修復させており、彼女の（自分が良かれと思った）発案で律は執事の格好をする羽目になった。
三井（みつい）
声 - 竹内想
前村が律に誘った合コンに参加した「読書男子」。見た目はチャラ男。読んでいる本のジャンルによって読書趣味を格付けしカジュアルな本を読む者を見下すような発言をしたため、律を激怒させた。
佐久間 範弘（さくま のりひろ）
声 - 羽多野渉（ドラマCD）
河合荘の近くに住む中学3年生（初登場時）。受験へのストレスから河合荘の壁に落書きをするようになったが、それを見つかってしまい住人からキツいお仕置きを受けて改心しており、宇佐から励まされている。後に宇佐と律が志望校である北高に通っていることを知り、時々手土産（和菓子屋「くまや」の菓子）や祖母の作ったおはぎを持って河合荘を訪れるようになる。
落書き事件の際に親身に諭されたことから宇佐に一種の尊敬の念を抱いており、彼をイジりまくる麻弓とはカチあうことが多い。その際に「妖女」「毒婦」などと呼んだり「持ち主が分かるように」と彼女のペットボトルに漢字で「阿婆擦れ（アバズレ）」と書くなど、古風な表現を用いることがしばしばある。
高校受験で北高を受験して合格したため、宇佐と律の後輩となった。
高校卒業後は大阪の大学に進学。就職先も大阪にある。また、千夏のアプローチで椎名と付き合うことになった(？)。
安藤
声 - 後藤沙緒里（第7巻特別編）
宇佐や田神のクラスメイトで、田神が狙っている女子。宇佐とも仲が良く、彼女から携帯ゲーム機を貸してもらうところを目撃した律はヤキモチからか気分がブルーになってしまう。作中後半で宇佐を意識し始める、という幻の設定があったが作者が「宇佐を好きになるような子じゃない」と判断したためボツに。
瀬戸 愛美（せと まなみ）
声 - 田村ゆかり（ドラマCD）
麻弓の高校時代の友人の女性。当時は校内のミスコンで1位（2位が麻弓）という「ふんわり愛され系女子」で同じ男を争うこともあったという。某商社の営業課長だったが、会社が合併吸収してしまう。傍目は幸せそうだがプチ同窓会でのアキラの一言がきっかけで麻弓に「実は婚約を破棄された」ことを打ち明ける。麻弓には「エリートとの合コンをセッティングする」と約束したが、飲みつぶれた彼女を迎えに来たスーツ姿の城崎（スーツは律の祖父のもの）を見て、これをキャンセルする。
麻弓の誘いで、彩花の実家近くで行われた「森コン」にも参加するが、苗字はこの時に明らかにされている。
自分でしまい込んででしまうところがあり、家が火事になった時も無理をしようとした。河合荘に来てからは甘えても良いことを知り少し柔らかくなった。
愛車はアルファロメオ・ミト。
アキラ
声 - 高橋伸也（ドラマCD）
麻弓の高校時代の彼氏（初めての恋人でもあった）。プチ同窓会で麻弓や愛美と再会するが、デリカシーのない発言を連発する。
馬淵 陽子（まぶち ようこ）
河合荘の元住人。東京の設計事務所に勤務しているが、河合荘にいたころは就職した会社が倒産したりブラック企業だったりと、労働の面で相当苦労していたとのこと。
サバサバした性格で、相手の痛いところを素でバサバサ斬っていくタイプ。ボードゲームやファミリーゲームが好きで、シロがゲーム大会を開くようになったのは彼女の影響もあるらしい。
内心では東京での暮らしに疲れていたのか、別れ際に「河合荘に戻りたい」と住子に相談を持ちかける。しかし、｢一度巣立った仮宿に戻って来てはいけない｣と諭され、励まされて帰っていった。
大好物は住子が作る「たけのこたっぷりの五目ご飯」。
宇佐の母
声 - 田口宏子
単行本第1巻で電話の声で登場した後、第5巻で初登場。河合荘住人が初詣に行った際、律の母とともに姿を見せるがその時には公衆の面前で「かーくん」「かじゅっぺー」「キング」と声を掛け息子をたじろがせる。
いい加減でフリーダムな性格で、息子の「変人が寄ってくる」ことの遠因にもなっているらしい。父親も存命だが作中には出てこない。父親の単身赴任先は静岡県。
律の母
河合荘の実質オーナー。宇佐の母による「息子の黒歴史」披露にこらえていたが思わず笑ってしまう。潔癖症気味の律とは違い下ネタもイケるタイプ。
おみやげのセンスが絶望的になく、バッファローの角（レプリカ）や人形型置時計「チャーミーさん」などを買ってきては娘を呆れさせている。律が三歳のころに離婚した。
律とは対面で話すとぎぐしゃくするも、電話などではうまくやり取りしている模様。
高橋
律や前村の知り合いの男子。律や前村・広瀬と一緒に、北高の図書室で、勉強会をすることになった。律とは高校一年生の時に同じクラスだった。その時から律を気にしていたが、（律の没頭癖もあり）踏み出すことはできなかった。
宇佐の眼前で律に近づくなど挑発的な態度をとるが、実際にはこれらの大部分は多少の嫉妬も含めたイタズラであり、（律本人の真意、および自覚の有無は別にして）律にとって宇佐が特別な存在であることは十分理解している模様。なお彼の煽り姿は麻弓や彩花にとって宇佐をイジる恰好の材料になっている。
女の子へのナイショ話は癖。
椎名（しいな）
佐久間の知り合いの女子。明るく社交的。アクの強い主要登場人物（女性）と比べるとごく普通の子で、麻弓ですら初対面の際には毒づくことなく「フツーにいい子」と評している。宇佐のことが気になっているそぶりを見せるため、林からはある意味要注意人物扱いされているが、そんな彼女たちを相手に、しかも宇佐以外の共通の話題がほとんどないにも関わらず会話を成立させてしまうほどのコミュ力の持ち主（林曰く「コミュ力モンスター」）。趣味はお菓子づくりで、河合荘に手作りのマドレーヌを持って訪れた際には、その圧倒的女子力で麻弓を完膚無きまでに打ちのめした。
花火大会の日に宇佐と律が手をつないだところを目撃した時、動揺していたが結局宇佐にアプローチをかけることがなかった。
広瀬
高橋の友人。律や前村・高橋と一緒に、北高の図書室で勉強会をしている。
彩花の父
地元で土建業を営む大地主。顔は化粧前の彩花にそっくり。
小さいころから土建業一筋だったため女性に免疫がなく、特に美人を前にするとまともに目を合わせることもできないくらい上がってしまうので、人前に出るときには大抵強盗マスクを着用している。冬季はワンボックスカーで近所の小学生の送迎も行なっており、子供たちからも「マスクのおじさん」として慕われている。ただしこの時も前述のマスク着用（「先生が美人だから」というのが理由）なので知らない者には誘拐現場にしか見えない。
彩花とは顔を合わせればケンカばかりだが、遅い子だったこともあり実は溺愛している。彼女の（エゲつない部分も含めた）本質を評価してもいる。
番外編では紆余曲折の末ある形で村おこしに協力することになり、ついでに意外な一面が明らかになる。
彩花の母
温厚な性格だが、なかなか帰省しない娘のために写真入りの「娘の成長期」を作り、美晴に持たせて河合荘に向かわせている。害獣駆除のためにエアガンを持っている。
先輩
名は不詳。彩花・美晴の実家近くに在住する、バツイチ子持ちの女性。「森コン」の手伝いを美晴とともにするが、そこで見た麻弓・彩花・愛美の行動を「狩り場にすなや」と呆れている。その終了後、麻弓と愛美にアドバイスを送る。

## 用語
河合荘
主な舞台となる、木造の下宿。もともとは律の祖父（=住子の兄。故人）の自宅だった。岐阜市の「川原町」をモデルとした古い町並の中に所在している。
管理人の住子を含め現状「男2：女4」が同じ一つ屋根の下で生活しているため男子だけ行動範囲が制限されている。女子のみが行ける「女子エリア」には原則立ち入り絶対禁止で、立ち入った場合女子エリアの廊下においてある竹刀・バット・釘バット(彩花が学生時代使っていたもの)・スタンガンなどの護身道具での制裁が認められている。
風呂・トイレは男女別の共同タイプだが、女性用は「温水洗浄機構付洋式便器」「シャワーもある大きなバスタブのお風呂」、片や男性用は「和式便器」「シャワーのない小さなバスタブのお風呂」と男女格差が付けられている。
原則として「ごはんは皆揃って食べる」のがルール。また「（住子がその日の気分で決めた）自分の箸の置き場で食べること」も決まりとなっており、住子を怒らせると箸がとんでもない場所に置かれ「箪笥の天板がテーブル代わり（宇佐）」「廊下に正座、白飯のみ（彩花）」「強制便所飯（麻弓）」などの仕打ちを受けることになる。賄いは平日のみ。休日でも住子の気が向いた日は一律300円の「気まぐれディナー」があるが、事前申し込みが必要。
書生カフェ
篠原タエが経営している喫茶店。明治時代に建てられた西洋館を改装して営業している。たびたびイベントの催しやコーヒーチケットの配布を行っており、趣向の怪しい女性常連客も多くついている。
作中では宇佐が住子の紹介でアルバイトしたほか、山本や黒川が働いている。また、イベント時は林がヘルプで応援に来ることもある。河合荘メンバーも何度か客として訪れており、それぞれの関係性を変える出来事も起きている。
ただモデルとなった桂翠館は現在閉業中(2022年3月6日現在)

## 書誌情報
- 宮原るり『僕らはみんな河合荘』 少年画報社〈ヤングキングコミックス〉、全11巻
  1. 2011年6月13日発行（5月30日発売）、ISBN 978-4-7859-3631-0
  2. 2012年2月13日発行（1月30日発売）、ISBN 978-4-7859-3777-5
  3. 2012年9月13日発行（8月30日発売）、ISBN 978-4-7859-3909-0
  4. 2013年6月13日発行（5月30日発売）、ISBN 978-4-7859-5057-6
  5. 2014年4月9日発行（3月26日発売）、ISBN 978-4-7859-5251-8
  6. 2014年12月13日発行（11月29日発売）、ISBN 978-4-7859-5435-2
  7. 2015年10月14日発行（9月30日発売）、ISBN 978-4-7859-5634-9
  8. 2016年6月13日発行 (5月30日発売)、ISBN 978-4-7859-5789-6
  9. 2017年5月11日発行（4月28日発売）、ISBN 978-4-7859-6006-3
  10. 2018年7月14日発行（6月30日発売）、ISBN 978-4-7859-6235-7
  11. 2018年8月13日発行（7月30日発売）、ISBN 978-4-7859-6257-9
- 宮原るり『僕らはみんな河合荘コレクションBOOK 入居の手引き』 少年画報社〈ヤングキングコミックス〉
  - 2018年8月30日発売、ISBN 978-4-7859-6278-4
- 宮原るり『僕らはみんな河合荘エンディングメモリアルブック』 少年画報社
  - 2019年8月9日発売。コミックマーケット96及び通信販売にて販売された。

## テレビアニメ
| 原作                     | 宮原るり「僕らはみんな河合荘」 （「ヤングキングアワーズ」連載 / 少年画報社）                                                          |
| 監督                     | 宮繁之 |
| 助監督                   | 古賀一臣（第1話 - 第4話）、室谷靖 |
| シリーズ構成・脚本       | 古怒田健志 |
| キャラクターデザイン     | 栗田新一、河野真貴 |
| サブキャラクターデザイン | 山中純子、深川可純 |
| プロップデザイン         | 深川可純、秋篠Denforword日和 |
| 美術監督                 | 黛昌樹 |
| 色彩設定                 | 西香代子 |
| 撮影監督                 | 浅川茂輝 |
| 編集                     | 池田康隆 |
| 音響監督                 | 川添憲五 |
| 音楽                     | 松田彬人 |
| 音楽プロデューサー       | 伊藤善之 |
| 音楽制作                 | ランティス |
| 音響制作                 | ダックスプロダクション |
| プロデューサー           | 田中潤一朗、石黒達也 吉江輝成、岩波順子 大石祐道、相田武一郎、林洋平                                                                  |
| プロデューサー           | 米沢恵美（アニメーションP） |
| アニメーション制作       | ブレインズ・ベース |
| 製作協力                 | ポニーキャニオン、ランティス キッズステーション ダックスプロダクション ブレインズ・ベース ポニーキャニオンエンタープライズ ムービック |
| 製作                     | 委員会はみんな河合荘、TBS |

2014年4月より6月までTBS、BS-TBSほかで放送された。ロゴは原作のものとデザインこそ同じだが、「河合荘」にルビが記されている。
BD / DVDの第7巻はテレビ未放送のエピソードを収録。

### 製作
テレビアニメ化に際し、監督の宮は河合荘の住人たちの日常そのものが魅力として、なかでも律の表情や仕草、宇佐主観の妄想カットにおける律を挙げている。原作の持つテンポ感、爽やかさ、青春の甘酸っぱさなどをアニメーションとして再構築することを念頭に置いている。声優陣のチームワークにも助けられ、彼らによるアドリブが豊富に盛り込まれた生の掛け合いを推している。また、律の喜怒哀楽については何かしらの余韻が残って妄想が広がるように努めている。なお、舞台である岐阜の景色は実際に取材したものが描かれている。

### 主題歌
オープニングテーマ「いつかの、いくつかのきみとのせかい」
作詞 - 林英樹 / 作曲 - 佐藤純一 / 編曲・歌 - fhána / ストリングス・アレンジ - 川本新
OP最後のカットが、第6話までは春仕様（長袖の冬服と竹刀）、第7話以降は夏仕様（半袖の夏服）、特別編は秋仕様（文化祭でのコスプレ）になっている。
エンディングテーマ「My Sweet Shelter」
作詞 - こだまさおり / 作曲・編曲 - 山口朗彦 / 歌 - 河合律（花澤香菜）、錦野麻弓（佐藤利奈）、渡辺彩花（金元寿子）
挿入歌「昆虫たちも祝福する森のウエディング」（第9話）
作詞 - 古怒田健志 / 作曲・編曲 - 松田彬人 / 歌 - 錦野麻弓（佐藤利奈）
原作では本曲が使われるシーンは『てんとう虫のサンバ』（チェリッシュ）だったが、アニメでは「大人の事情で使えなかった」ためにこの曲が製作された。

### 各話リスト
| 話数   | サブタイトル         | 絵コンテ          | 演出              | 作画監督                                         | 総作画監督                 |
| ------ | -------------------- | ----------------- | ----------------- | ------------------------------------------------ | -------------------------- |
| 第1話  | たとえば             | 宮繁之            | 古賀一臣          | 栗田新一                                         | 栗田新一                   |
| 第2話  | これって             | 吉川博明          | 室谷靖            | 河野真貴、江森真理子                             | 河野真貴                   |
| 第3話  | どうして             | 平野俊貴          | 黒田晃一郎        | 谷口繁則                                         | 栗田新一                   |
| 第4話  | とりあえず           | 米たにヨシトモ    | 古賀一臣          | 小山知洋                                         | 河野真貴                   |
| 第5話  | やっぱり             | 浦野美桜          | 大庭秀昭          | 江森真理子、栗田新一 山中純子                    | 栗田新一 山中純子          |
| 第6話  | もしかして           | 古賀一臣          | 室谷靖            | 深川可純、小川浩司 米田騎士                      | 河野真貴                   |
| 第7話  | おすすめの           | 室谷靖            | 黒田晃一郎        | 谷口繁則                                         | 栗田新一                   |
| 第8話  | うれしぬ             | 吉川博明          | サトウ光敏        | 梶浦紳一郎、深川可純 河野真貴、小林利充          | 河野真貴 小林利充          |
| 第9話  | 禁断の               | 中野英明 吉川博明 | 中野英明          | 山川宏治、栗田新一                               | 栗田新一                   |
| 第10話 | ほっとけばいいのに   | 宮繁之            | 室谷靖            | 河野真貴、大木賢一 梶浦紳一郎、深川可純 栗田新一 | 河野真貴                   |
| 第11話 | 友達なんかいないって | 吉川博明          | 小柴純弥          | 谷口繁則、白川茉莉 深川可純、小川浩司 栗田新一   | 栗田新一 山中純子          |
| 第12話 | 近づきたくて         | 米たにヨシトモ    | 室谷靖            | 梶浦紳一郎、深川可純 栗田新一、河野真貴 小林利充 | 河野真貴 小林利充          |
| 特別編 | 初めての             | 宮繁之            | 中野英明 寺澤伸介 | 小川浩司、深川可純 栗田新一、河野真貴            | 栗田新一 河野真貴 小林利充 |

### 放送局
| 放送地域   | 放送局             | 放送期間                | 放送日時                     | 放送系列   | 備考                                     |
| ---------- | ------------------ | ----------------------- | ---------------------------- | ---------- | ---------------------------------------- |
| 関東広域圏 | TBSテレビ          | 2014年4月4日 - 6月20日  | 金曜 2:16 - 2:46（木曜深夜） | TBS系列    | 製作局                                   |
| 兵庫県     | サンテレビ         | 2014年4月7日 - 6月23日  | 月曜 23:30 - 火曜 0:00       | 独立局     |                                          |
| 京都府     | KBS京都            | 2014年4月8日 - 6月24日  | 火曜 1:00 - 1:30（月曜深夜） | 独立局     |                                          |
| 中京広域圏 | CBCテレビ          | 2014年4月11日 - 6月27日 | 金曜 3:26 - 3:56（木曜深夜） | TBS系列    |                                          |
| 日本全域   | BS-TBS             | 2014年4月13日 - 6月29日 | 日曜 1:30 - 2:00（土曜深夜） | BS放送     |                                          |
| 日本全域   | キッズステーション | 2014年4月17日 - 7月3日  | 木曜 23:00 - 23:30           | CS放送     | 製作協力 『エリア23』枠 リピート放送あり |
| 日本全域   | ニコニコ生放送     | 2014年4月19日 - 7月5日  | 土曜 22:30 - 23:00           | ネット配信 |                                          |
| 日本全域   | ニコニコチャンネル | 2014年4月19日 - 7月5日  | 土曜 23:00 更新              | ネット配信 | [ 注 28 ]                                |
| 日本全域   | バンダイチャンネル | 2014年4月27日 - 7月13日 | 日曜 0:00（土曜深夜） 更新   | ネット配信 |                                          |
| 日本全域   | TBSチャンネル2     | 2016年10月4日 - 10月7日 | 各日 1:00 - 2:30             | CS放送     | 各3話ずつ放送                            |

### 関連商品

#### BD / DVD
BD/DVD各巻には映像特典として、原作単行本の話間に掲載されているショート作をアニメ化し収録。絵は原作のタッチに近いものになっている。このうち『シロさんと俺』は宇佐と城崎のストーリー外での日常を描いたもの。また第7巻のブックレット収録の書き下ろしコミックは『ヤングキングアワーズ』2016年6月号に特別編として掲載されている。
| 巻 | 発売日        | 収録話             | 規格品番   | 規格品番   | 特典映像                                        | 特典映像    |
| 巻 | 発売日        | 収録話             | BD         | DVD        | サブタイトル                                    | 原作話      |
| -- | ------------- | ------------------ | ---------- | ---------- | ----------------------------------------------- | ----------- |
| 1  | 2014年7月2日  | 第1話 - 第2話      | PCXE-50401 | PCBE-54571 | シロさんと俺(1) シロさんと俺(2) シロさんと俺(3) | 第1巻       |
| 2  | 2014年8月6日  | 第3話 - 第4話      | PCXE-50402 | PCBE-54572 | シロさんと俺(4) 河合荘女子トーク                | 第1巻       |
| 3  | 2014年9月3日  | 第5話 - 第6話      | PCXE-50403 | PCBE-54573 | 河合荘の住子さん シロさんと俺(5)                | 第2巻       |
| 4  | 2014年10月1日 | 第7話 - 第8話      | PCXE-50404 | PCBE-54574 | 小悪魔♥麻弓さん 小悪魔♥さやかちゃん             | 第2巻       |
| 5  | 2014年11月5日 | 第9話 - 第10話     | PCXE-50405 | PCBE-54575 | 俺の友人がMでした シロさんと俺(6)               | 第3巻 第2巻 |
| 6  | 2014年12月3日 | 第11話 - 第12話    | PCXE-50406 | PCBE-54576 | シロさんと俺(7) シロさんと俺(8)                 | 第3巻 第4巻 |
| 7  | 2015年1月30日 | 特別編（TV未放映） | PCXE-50407 | PCBE-54577 | その頃ふたりは                                  | 第4巻       |

#### CD
| 発売日        | タイトル                                                                     | 規格品番   |
| ------------- | ---------------------------------------------------------------------------- | ---------- |
| 2014年4月30日 | いつかの、いくつかのきみとのせかい                                           | LACM-14228 |
| 2014年5月14日 | My Sweet Shelter                                                             | LACM-14229 |
| 2014年6月25日 | Between the Notes -TVアニメ『僕らはみんな河合荘』オリジナルサウンドトラック- | LACA-15406 |
| 2014年7月9日  | TVアニメ『僕らはみんな河合荘』ドラマCD                                       | LACA-15419 |

### Webラジオ
『僕らはみんな河合荘 〜ラジオもみんな河合荘〜』のタイトルで、2014年3月27日から7月10日までHiBiKi Radio Stationとランティスネットラジオにて配信された。毎週木曜配信。DJCDは発売されていない。全16回。パーソナリティとして花澤香菜（河合律 役）、佐藤利奈（錦野麻弓 役）、金元寿子（渡辺彩花 役）の3名のうち毎回2名が出演する。
なお、ポニーキャニオンの通販サイト「きゃにめ.jp」でのBD/DVDの初回購入特典として、3名全員が出演する録り下ろしDJCDが各巻に添付される。
ゲスト
- 第4回（4月17日） 宮原るり
- 第5回（4月24日） 井口祐一
- 第7回（5月8日） fhána
- 第13回（6月19日） 四宮豪

ニコニコ生放送
- 「僕らはみんな河合荘」Webラジオ「ラジオもみんな河合荘〜ニコ生スペシャル！」（2014年4月30日）
  - 出演：花澤香菜、佐藤利奈

- 「僕らはみんな河合荘」Webラジオ「ラジオもみんな河合荘〜ニコ生スペシャル！2」（2014年5月28日）
  - 出演：花澤香菜、金元寿子

同番組は事実上の公開録音として配信され、後にWebラジオでも配信された。
| TBS 木曜26:16 - 26:46枠                                                    | TBS 木曜26:16 - 26:46枠 | TBS 木曜26:16 - 26:46枠                  |
| 前番組                                                                     | 番組名                  | 次番組                                   |
| -------------------------------------------------------------------------- | ----------------------- | ---------------------------------------- |
| 桜Trick ※25:58 - 26:28アカデミーナイト ※26:28 - 26:58 - 18分繰り下げて継続 | 僕らはみんな河合荘      | 普通の女子校生が【ろこどる】やってみた。 |